# Nicholas C. Handy
Nicholas Charles Handy (* 17. Juni 1941 in Swindon, Wiltshire; † 2. Oktober 2012) war ein britischer theoretischer Chemiker. Er befasste sich mit verschiedenen Methoden der Quantenchemie und theoretischen Spektroskopie.

## Leben
Handy, dessen Vater Getreidehändler war und die Großeltern Farmer, studierte in Cambridge und promovierte dort 1967 bei Samuel Francis Boys (Frank Boys) in quantentheoretischer Chemie (Dissertation: Correlated wave functions of atoms and molecules). Danach wurde er Fellow des St. Catherine’s College in Cambridge. Als Post-Doktorand war er an der Johns Hopkins University bei Robert Parr und berechnete die Asymptotik von Hartree-Fock-Orbitalen.  und war dort Professor für Quantenchemie. Nach dem Tod von Frank Boys 1972 übernahm er dessen Forschungsgruppe, wurde Demonstrator und 1977 Lecturer in Cambridge.
1978 war er zu einem Sabbatjahr an der University of California, Berkeley, bei Bill Miller und Fritz Schaefer. Er befasste sich mit der Berechnung der Vibrationszustände von polyatomaren Molekülen und mit Schaefer befasste er sich mit CI-Verfahren und veröffentlichte er Nick's Trick. Außerdem war er bei Robert Parr an der University of North Carolina, wo er sich mit Schranken für Coulombintegrale befasste. In Cambridge entwickelte er mit Peter Knowles eine Full CI Methode. Außerdem arbeitete er mit Stuart Carter über die Rotations-Vibrations-Spektren von polyatomaren Molekülen mit gegebener Potentialfläche.
Ende der 1980er Jahre begann er sich mit Dichtefunktionaltheorie (DFT) zu befassen und implementierte diese im CADPAC Code (ursprünglich von seinem Kollegen Roger Amos entwickelt). Danach wandte er sich mit seiner Gruppe fast vollständig der DFT zu.
1989 wurde er Reader in Cambridge und 1991 erhielt er einen persönlichen Lehrstuhl. 2004 wurde er emeritiert.
2011 erhielt er den American Chemical Society Award in Theoretical Chemistry. Er war Mitglied der International Academy of Quantum Molecular Science, deren Sekretär er 1991 bis 2000 war. 1990 wurde er Fellow der Royal Society und erhielt 2002 deren Leverhulme Medal. 1997 erhielt er die Schrödinger Medal der WATOC. Er ist Ehrendoktor der Université Marne-la-Vallée.
Er wohnte zuletzt in Thornthwaite im Lake District. 1967 heiratete er Carole Gates, mit der er zwei Söhne hat. Er starb an Bauchspeicheldrüsenkrebs.